# Saint-Julien-sur-Veyle
Pour les articles homonymes, voir Saint-Julien et Veyle.
Saint-Julien-sur-Veyle est une commune française, située dans le département de l'Ain en région Auvergne-Rhône-Alpes. Le bourg du village du canton de Vonnas, installé sur un promontoire surplombant les vallons du Bourbon et du Berthelon, fait face à la vaste surface boisée située au sud-ouest de Saint-Julien.
Située entre la région de la Bresse et de la Dombes, le village compte 853 habitants en 2022 qui sont les Juliveylois et les Juliveyloises.

## Géographie

### Localisation
Saint-Julien-sur-Veyle est localisée entre la plaine de la Dombes et le bocage bressane. La commune du sud du canton de Vonnas se situe à 19 km à au sud-est de Mâcon, à 26 km à l'ouest de Bourg-en-Bresse, à 61 km au nord de Lyon et à 415 km au sud de Paris.
La population est concentrée dans plusieurs hameaux dont les Rivoires, la Mitaine, Saint-Jean Bichard, les Villiers, les Guillaumes, les Désirs et Champbaudet.

### Points extrêmes
- Nord : Moulin de Vavres, 46° 13′ 52″ N, 4° 58′ 04″ E
- Est : Les Pierres, 46° 11′ 51″ N, 4° 58′ 53″ E
- Sud : Corsin, 46° 11′ 00″ N, 4° 58′ 00″ E
- Ouest : Bois de la Rapille, 46° 11′ 11″ N, 4° 55′ 50″ E

### Hydrographie

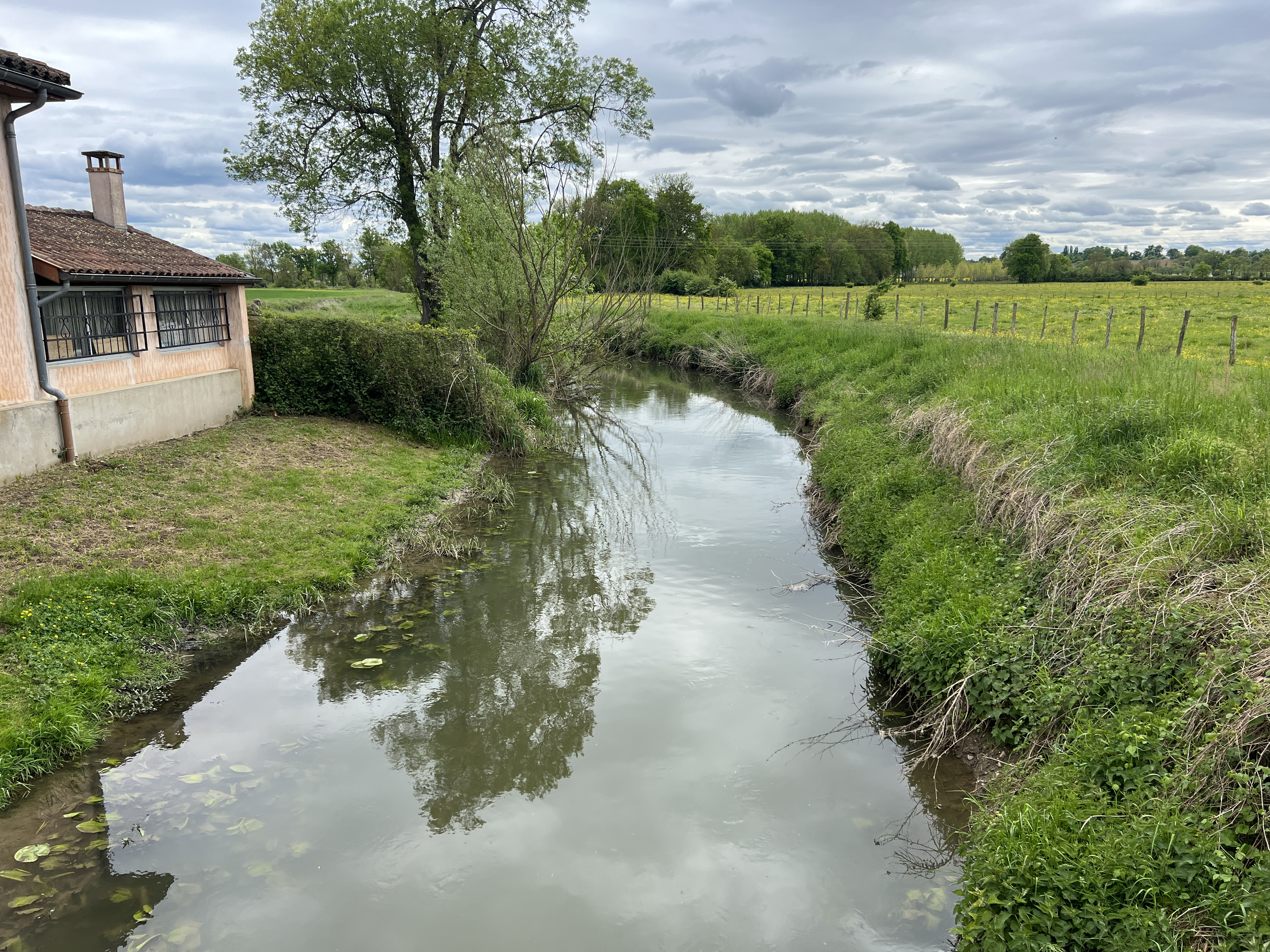
La Veyle vers le moulin de Vavres.

- La Veyle traverse le nord de Saint-Julien et forme une partie de la frontière nord avec Vonnas.
- Le Bief Bourbon prend sa source dans la commune voisine de Sulignat avant de passer à l'ouest du bourg du village. Il forme une partie de la frontière avec Biziat, commune dans laquelle finit le cours du ruisseau dans la Petite Veyle.
- Le Bief Berthelon prend sa source dans la même commune mais passe à l'est du bourg avant de se jeter dans le Bief Bourbon près de la frontière avec Biziat.

### Climat
Pour des articles plus généraux, voir Climat d'Auvergne-Rhône-Alpes et Climat de l'Ain.
En 2010, le climat de la commune est de type climat océanique dégradé des plaines du Centre et du Nord, selon une étude du CNRS s'appuyant sur une série de données couvrant la période 1971-2000. En 2020, Météo-France publie une typologie des climats de la France métropolitaine dans laquelle la commune est dans une zone de transition entre le climat semi-continental et le climat de montagne et est dans la région climatique Bourgogne, vallée de la Saône, caractérisée par un bon ensoleillement (1 900 h/an), un été chaud (18,5 °C), un air sec au printemps et en été et des vents faibles.
Pour la période 1971-2000, la température annuelle moyenne est de 11,9 °C, avec une amplitude thermique annuelle de 18,1 °C. Le cumul annuel moyen de précipitations est de 874 mm, avec 10,4 jours de précipitations en janvier et 7,3 jours en juillet. Pour la période 1991-2020, la température moyenne annuelle observée sur la station météorologique de Météo-France la plus proche, sur la commune de Baneins à 11 km à vol d'oiseau, est de 12,7 °C et le cumul annuel moyen de précipitations est de 880,2 mm,. Pour l'avenir, les paramètres climatiques de la commune estimés pour 2050 selon différents scénarios d'émission de gaz à effet de serre sont consultables sur un site dédié publié par Météo-France en novembre 2022.

### Voies de communication et transports

Axes de communication.

#### Réseau routier
- La route départementale D 2 traverse le sud-ouest et passe par la Mitaine et dévie le Logis, elle relie Pont-de-Veyle à Châtillon-sur-Chalaronne.
- La route départementale D 2e commence à la Mitaine et traverse le bourg du village puis les Brosses et Potet avant de rejoindre la route D 96 qui mène à Vonnas.
- La route départementale D 96 traverse le nord de la commune. Elle fait le lien entre Vonnas et Biziat.

#### Voies ferroviaires
Aucune voie ne traverse la commune mais la ligne de Mâcon à Ambérieu, desservie par les TER de la région Rhône-Alpes, passe à proximité. Les trains TER de la ligne s'arrêtent à la gare de Vonnas.

#### Transport aérien
- La chambre de commerce et d'industrie de Saône-et-Loire gère un petit aéroport à Charnay, au sud-ouest de Mâcon.
- Les habitants de la commune doivent se rendre à l'aéroport de Lyon-Saint-Exupéry distant de 69 kilomètres ou bien à l'aéroport de Genève distant de 144 kilomètres pour effectuer des vols vers l'international.

## Urbanisme

### Typologie
Au 1er janvier 2024, Saint-Julien-sur-Veyle est catégorisée commune rurale à habitat dispersé, selon la nouvelle grille communale de densité à 7 niveaux définie par l'Insee en 2022.
Elle est située hors unité urbaine et hors attraction des villes,.

### Occupation des sols
L'occupation des sols de la commune, telle qu'elle ressort de la base de données européenne d’occupation biophysique des sols Corine Land Cover (CLC), est marquée par l'importance des territoires agricoles (89,7 % en 2018), en diminution par rapport à 1990 (91,8 %). La répartition détaillée en 2018 est la suivante : 
prairies (33,5 %), terres arables (28,8 %), zones agricoles hétérogènes (27,5 %), forêts (5,4 %), zones urbanisées (4,8 %).
L'évolution de l’occupation des sols de la commune et de ses infrastructures peut être observée sur les différentes représentations cartographiques du territoire : la carte de Cassini (XVIIIe siècle), la carte d'état-major (1820-1866) et les cartes ou photos aériennes de l'IGN pour la période actuelle (1950 à aujourd'hui).

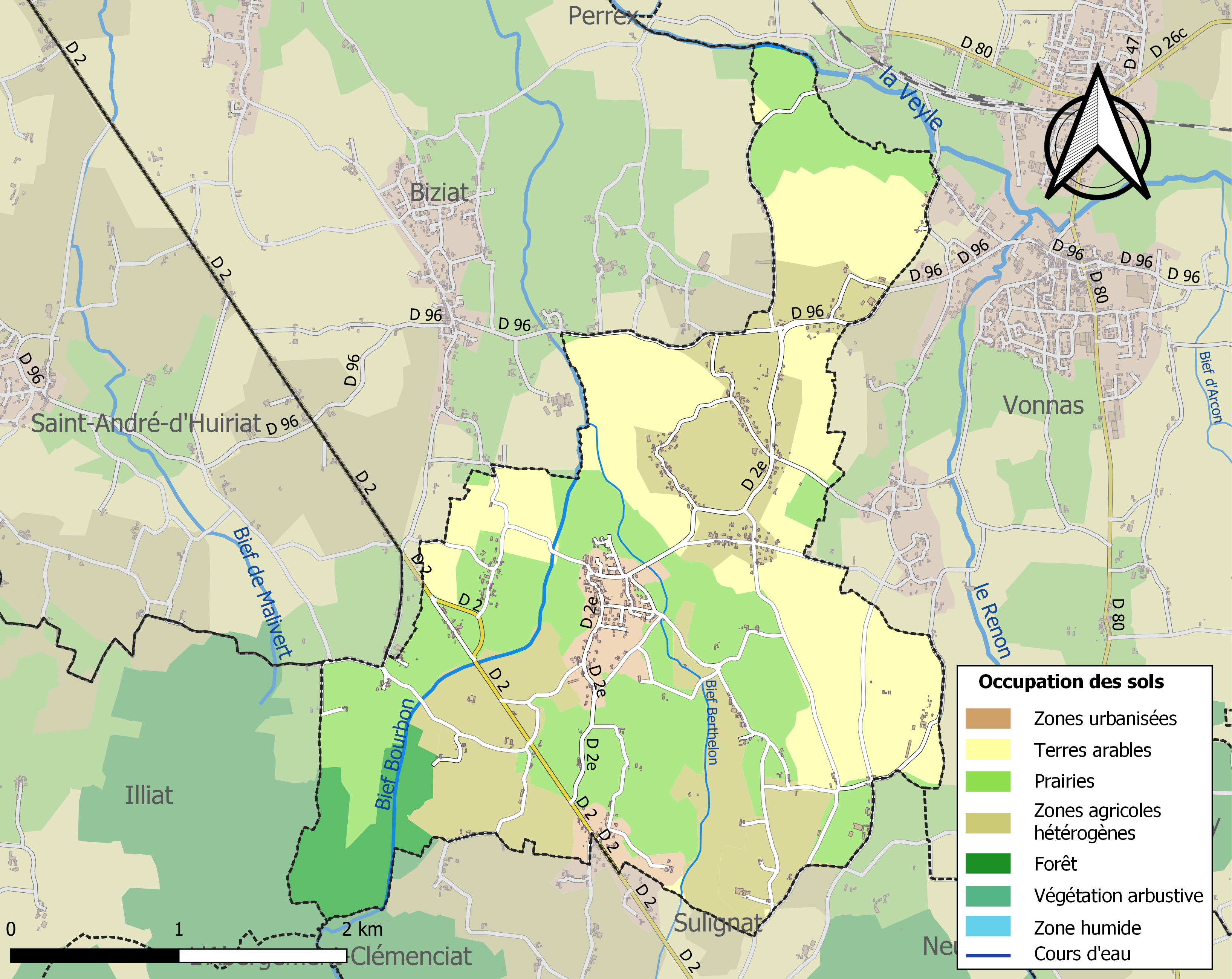
Carte des infrastructures et de l'occupation des sols de la commune en 2018 (CLC).

## Toponymie

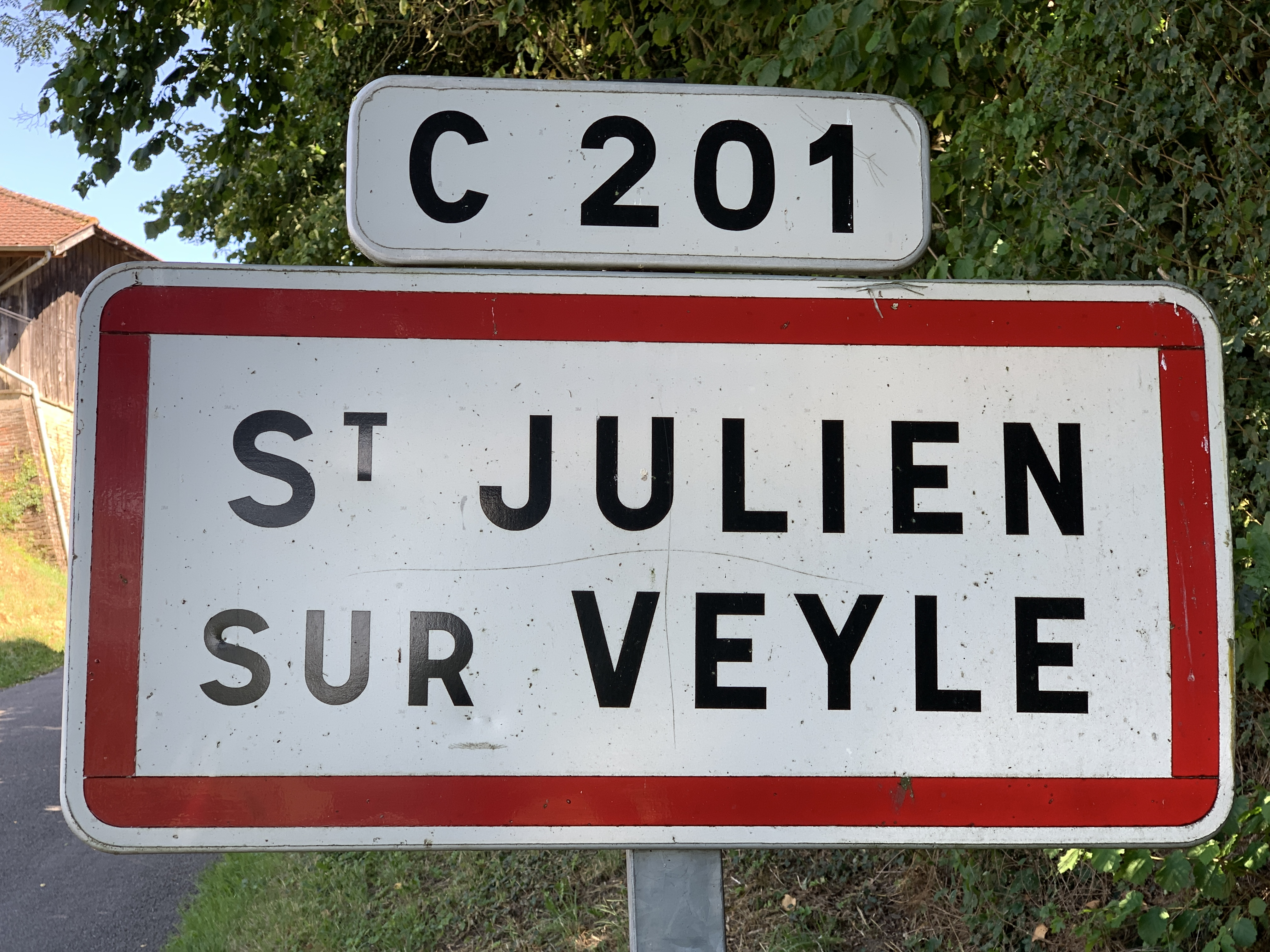
Panneau d'entrée du village.

### Attestations anciennes
La première mention du village date de 1272 où le village porte le nom de Sanctus Julianus juxta Bisiacum, Bisiacum étant le nom de Biziat à cette époque. L'année 1492 marque la première apparition de la rivière dans le nom de la commune, les archives de l'Ain mentionnant Sanctus Jullinus supra Velam.
Ensuite, le pouillé du diocèse de Lyon cite Sanctus Julianus supra Velam en 1587. On a toutefois la disparition de la Veyle avec Sainct Julin en 1617. Saint Jullien sur Veyle est cité en 1656, et en 1671, on trouve dans certaines sources le nom de Saint Julin sur Vele. La description de Bourgogne mentionne Saint Julien sur Veile en 1734, le nom actuel prend effet durant ce siècle.
Or, durant la Révolution française, dans le but d'effacer toute référence à la religion, on renomme le village Bourban ou Bourban-sur-Veyle jusqu'en 1801 où Saint-Julien-sur-Veyle redevient le nom de la commune.

### Origine du nom
La commune doit pour partie son nom à Saint Julien, celui qui a donné son nom à l'église du village. Elle doit son nom aussi à la Veyle, rivière traversant le nord de Saint-Julien et qui est aussi utilisé pour le village de Saint-Jean-sur-Veyle.

## Histoire
- En 1601, après la fin de la guerre franco-savoyarde qui se termine par le traité de Lyon, Saint-Julien intègre la France avec l'acquisition de celle-ci de la Bresse, du Bugey, du Valromey et du pays de Gex. Elle est par la suite intégrée à la province bourguignonne.
- Entre 1790 et 1795, elle devient une municipalité du canton de Châtillon-les-Dombes, et dépend du district de Châtillon-les-Dombes.

## Politique et administration

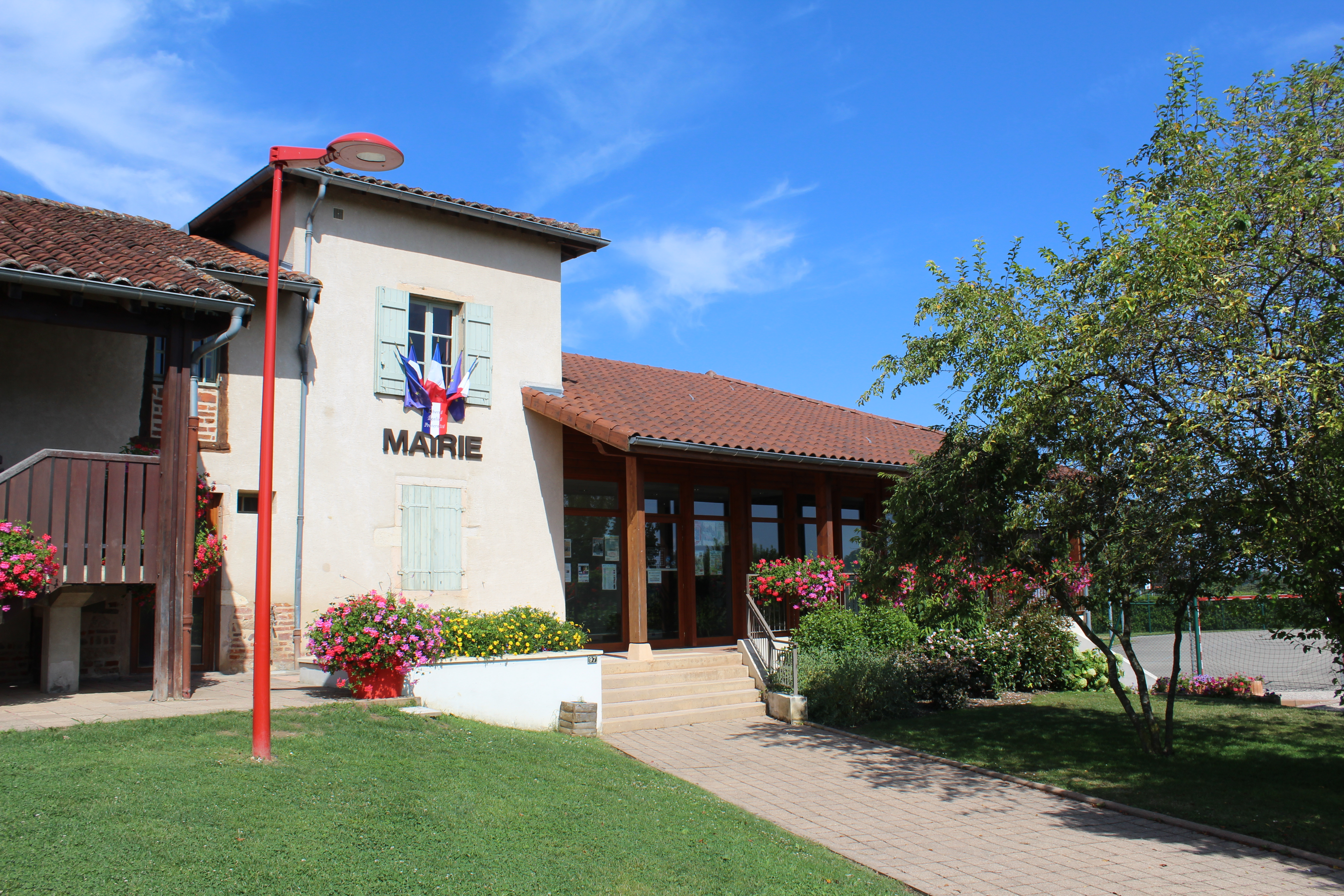
Mairie.

### Administration municipale
Le maire est entouré de ses treize conseillers municipaux. Parmi eux, quatre sont ses adjoints.

### Maires successifs
| Période                                  | Période   | Identité      | Étiquette | Qualité |
| ---------------------------------------- | --------- | ------------- | --------- | ------- |
| juin 1995                                | mars 2008 | Michel Contet |           |         |
| mars 2008                                | En cours  | Serge Revol   | SE        | Employé |
| Les données manquantes sont à compléter. |           |               |           |         |

## Population et société

### Démographie
L'évolution du nombre d'habitants est connue à travers les recensements de la population effectués dans la commune depuis 1793. Pour les communes de moins de 10 000 habitants, une enquête de recensement portant sur toute la population est réalisée tous les cinq ans, les populations de référence des années intermédiaires étant quant à elles estimées par interpolation ou extrapolation. Pour la commune, le premier recensement exhaustif entrant dans le cadre du nouveau dispositif a été réalisé en 2007.

En 2022, la commune comptait 853 habitants, en évolution de +6,89 % par rapport à 2016 (Ain : +5,15 %, France hors Mayotte : +2,11 %).
| 1793 | 1800 | 1806 | 1821 | 1831 | 1836 | 1841 | 1846 | 1851 |
| ---- | ---- | ---- | ---- | ---- | ---- | ---- | ---- | ---- |
| 618  | 579  | 650  | 661  | 798  | 761  | 747  | 782  | 777  |

| 1856 | 1861 | 1866 | 1872 | 1876 | 1881 | 1886 | 1891 | 1896 |
| ---- | ---- | ---- | ---- | ---- | ---- | ---- | ---- | ---- |
| 847  | 755  | 725  | 682  | 713  | 686  | 654  | 663  | 667  |

| 1901 | 1906 | 1911 | 1921 | 1926 | 1931 | 1936 | 1946 | 1954 |
| ---- | ---- | ---- | ---- | ---- | ---- | ---- | ---- | ---- |
| 659  | 617  | 624  | 540  | 553  | 496  | 472  | 524  | 490  |

| 1962 | 1968 | 1975 | 1982 | 1990 | 1999 | 2006 | 2007 | 2012 |
| ---- | ---- | ---- | ---- | ---- | ---- | ---- | ---- | ---- |
| 462  | 440  | 434  | 511  | 522  | 527  | 632  | 647  | 738  |

| 2017 | 2022 | - | - | - | - | - | - | - |
| ---- | ---- | - | - | - | - | - | - | - |
| 817  | 853  | - | - | - | - | - | - | - |

### Enseignement

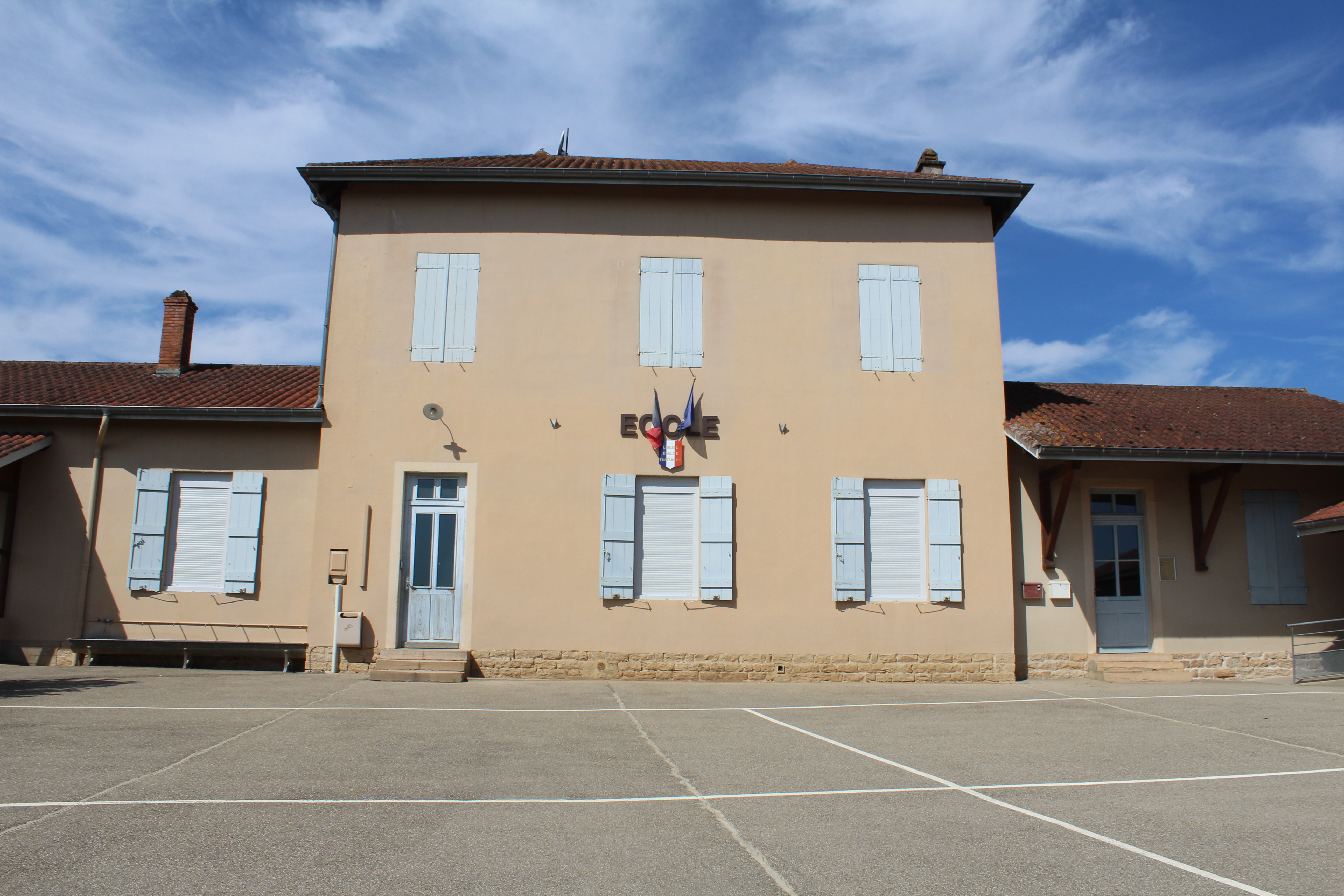
Un des bâtiments de l'école.

L'école de la commune forme avec celles de Biziat et de Sulignat un RPI depuis le 27 juin 1987. Elle accueille les élèves de la grande section, du CP et du CE1 répartis en trois classes.
Les élèves de cette école passant en 6e sont dirigés au collège du Renon de Vonnas. Enfin, le lycée de secteur de la commune est le lycée Lalande, situé à Bourg-en-Bresse.

### Médias
- Le journal Le Progrès propose une édition locale aux communes de l'Ain. Il paraît du lundi au dimanche et traite des faits divers, des évènements sportifs et culturels au niveau local, national, et international.
- Le journal Voix de l'Ain est un hebdomadaire publié les vendredis qui propose des informations locales pour les différentes régions du département de l'Ain.
- La chaîne France 3 Rhône Alpes Auvergne est disponible dans la région.

### Numérique
La commune dispose du très haut débit avec la fibre optique grâce au réseau public de fibre optique LIAin régi par le syndicat intercommunal d'énergie et de e-communication de l'Ain.

## Culture locale et patrimoine

### Lieux et monuments
- L'église Saint-Julien de style roman date du XIIe siècle. Classée au titre des monuments historiques en 1945, elle est située en plein cœur du village.
- À la frontière avec Vonnas, le moulin de Vavres était autrefois alimenté par le courant de la Veyle.
- La ferme de Vaux est érigée le long de la route départementale D 2. Restes du château de Vaux relevant des comtes de Savoie en 1272[22].
- À la sortie du bourg, un lavoir longe le Bief Berthelon.
- Le château d'eau installé au lieu-dit les Désirs peut être vu des villages aux alentours.
- En face de l'église, un monument est érigé en l'honneur des enfants du village tombés au combat.
- Près de la mairie, une stèle fut installée en l'honneur de Henri Chossat, soldat mort en Afrique du Nord en 1958.

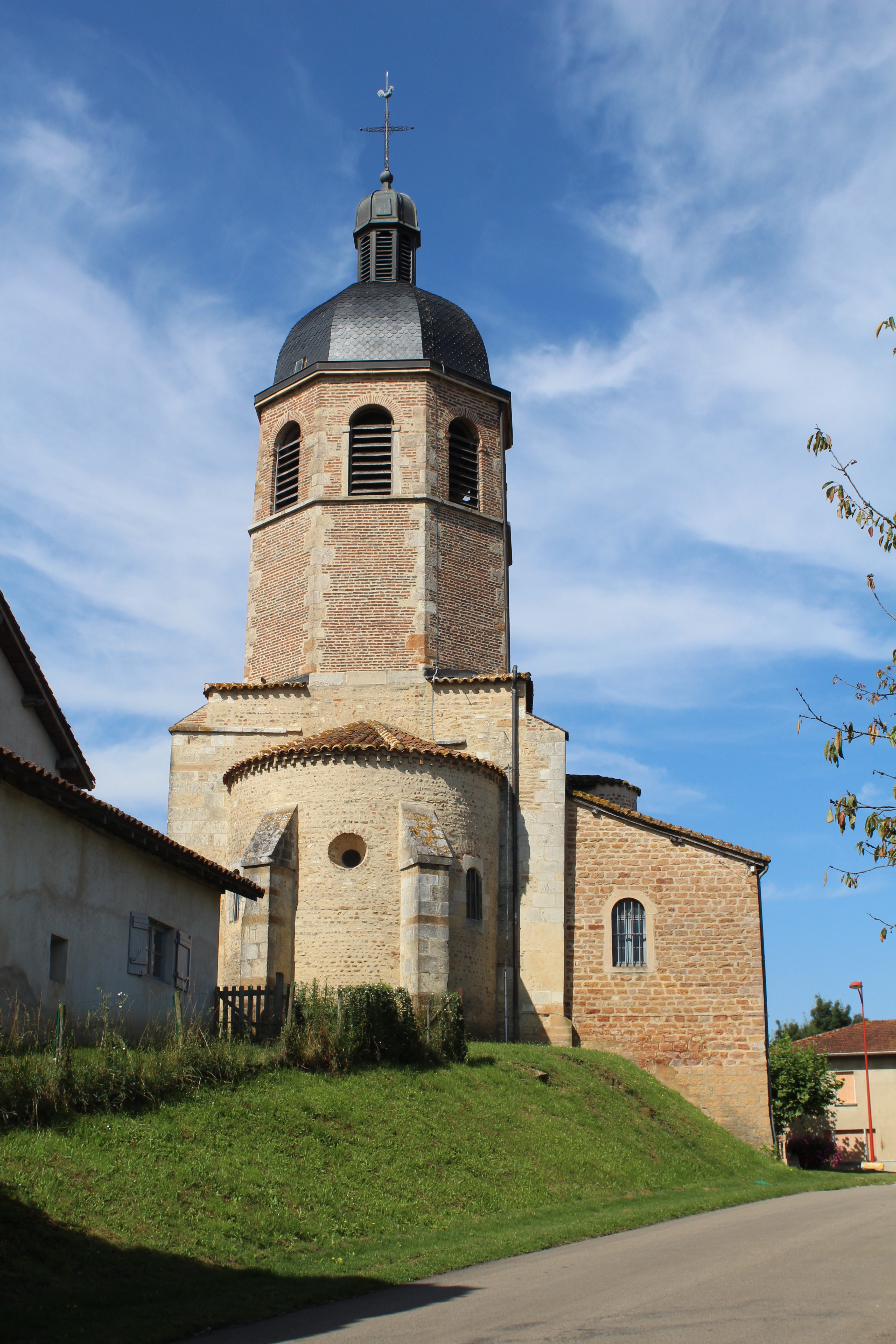
Église Saint-Julien.
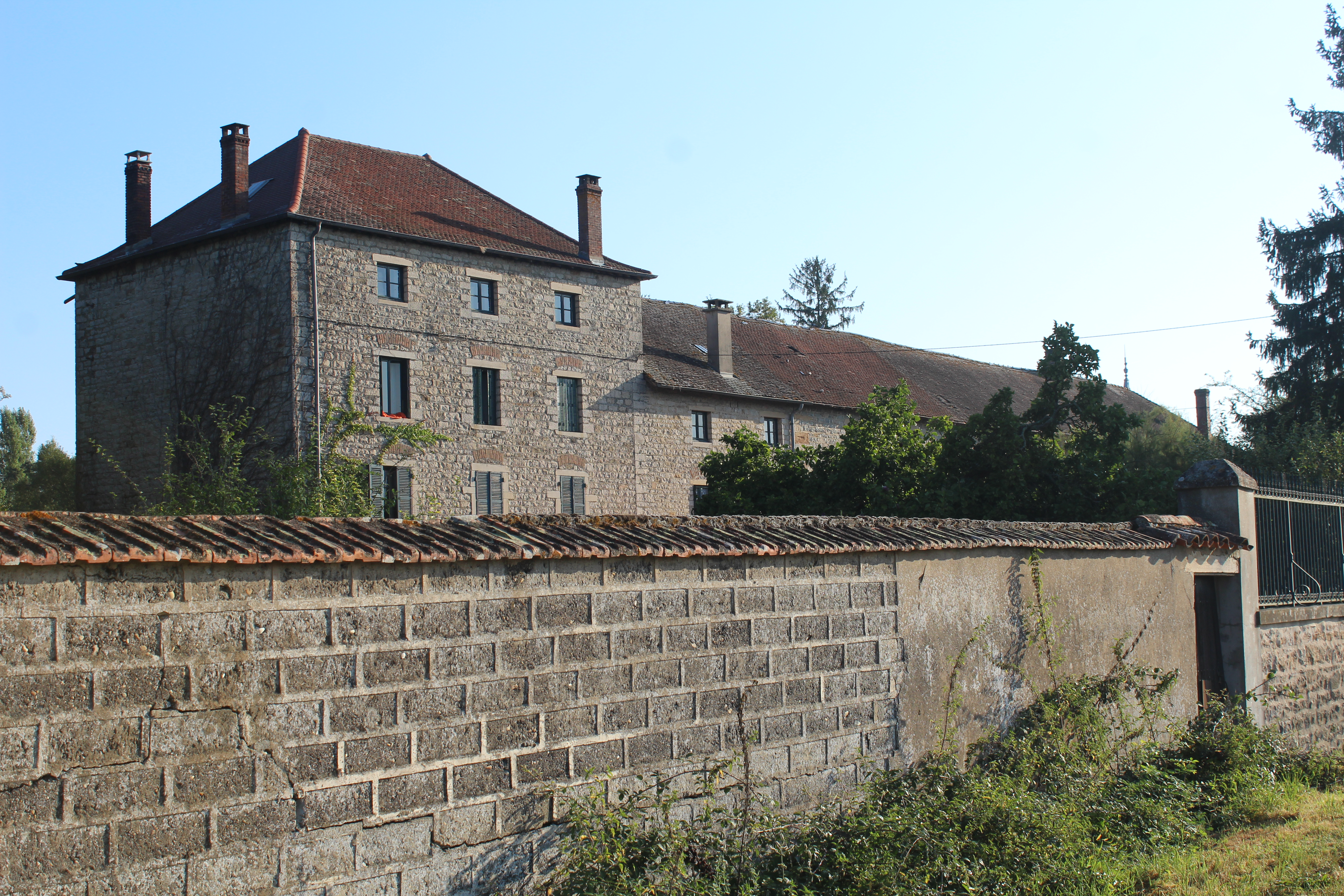
Moulin de Vavre.
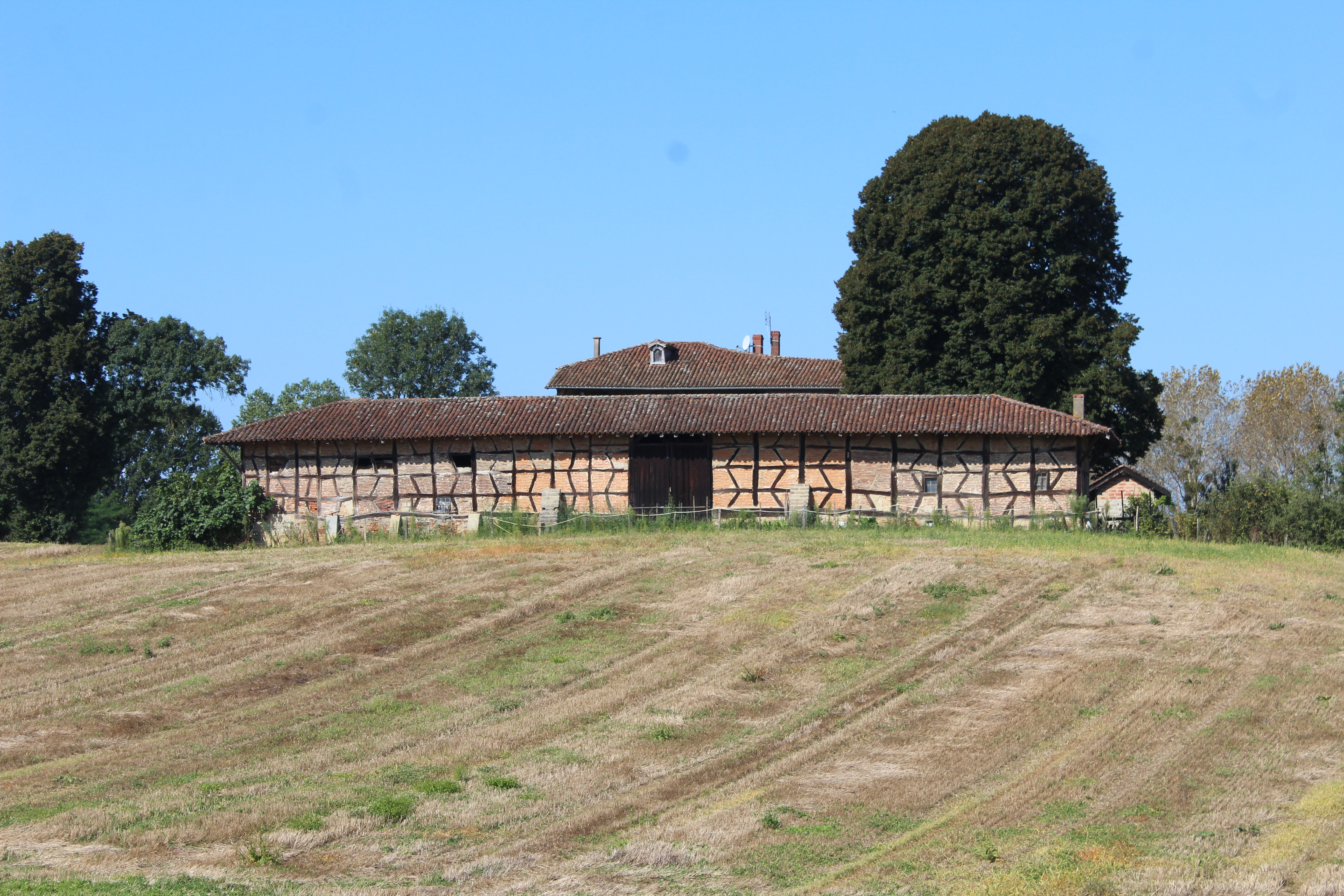
Ferme de Vaux.
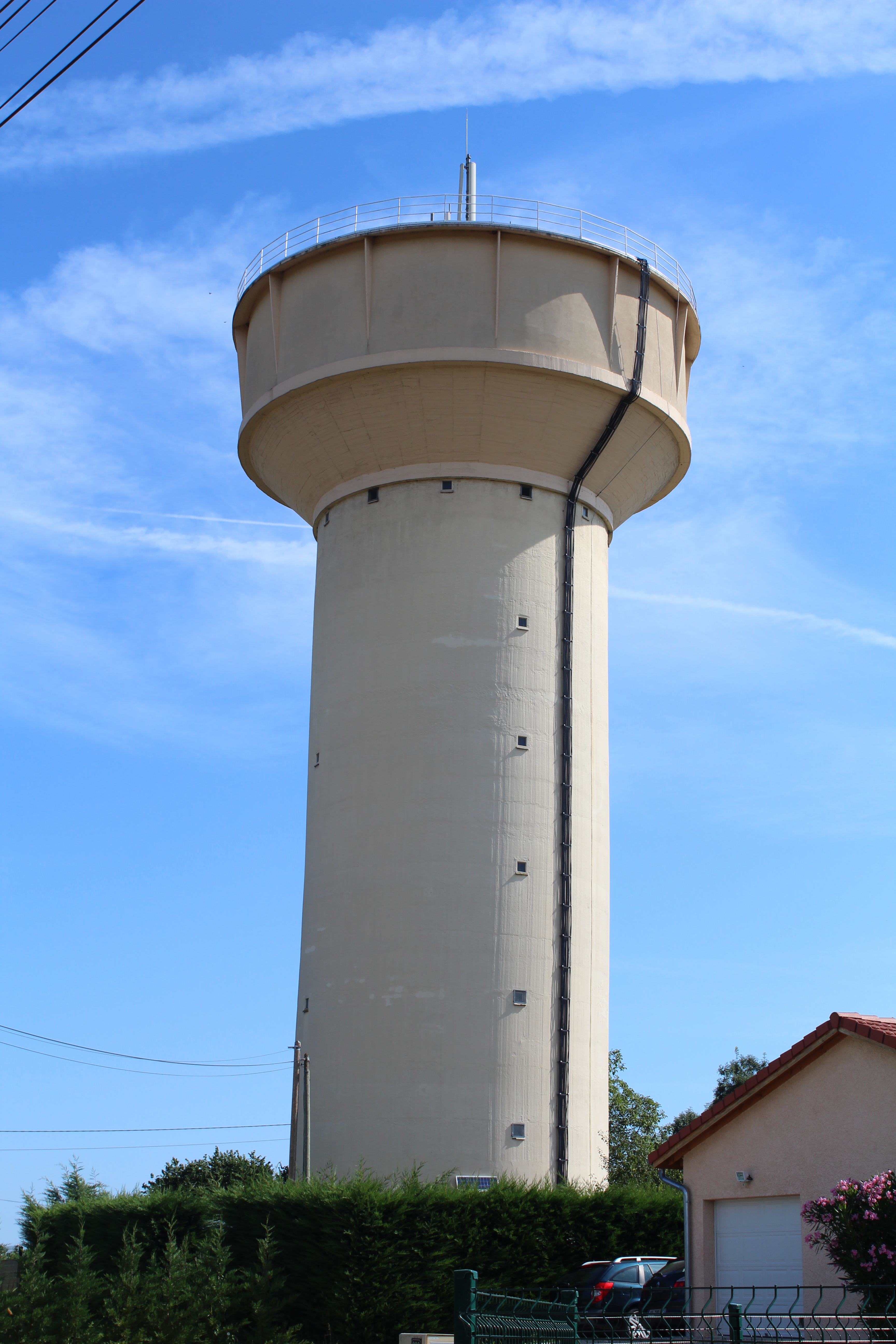
Château d'eau.
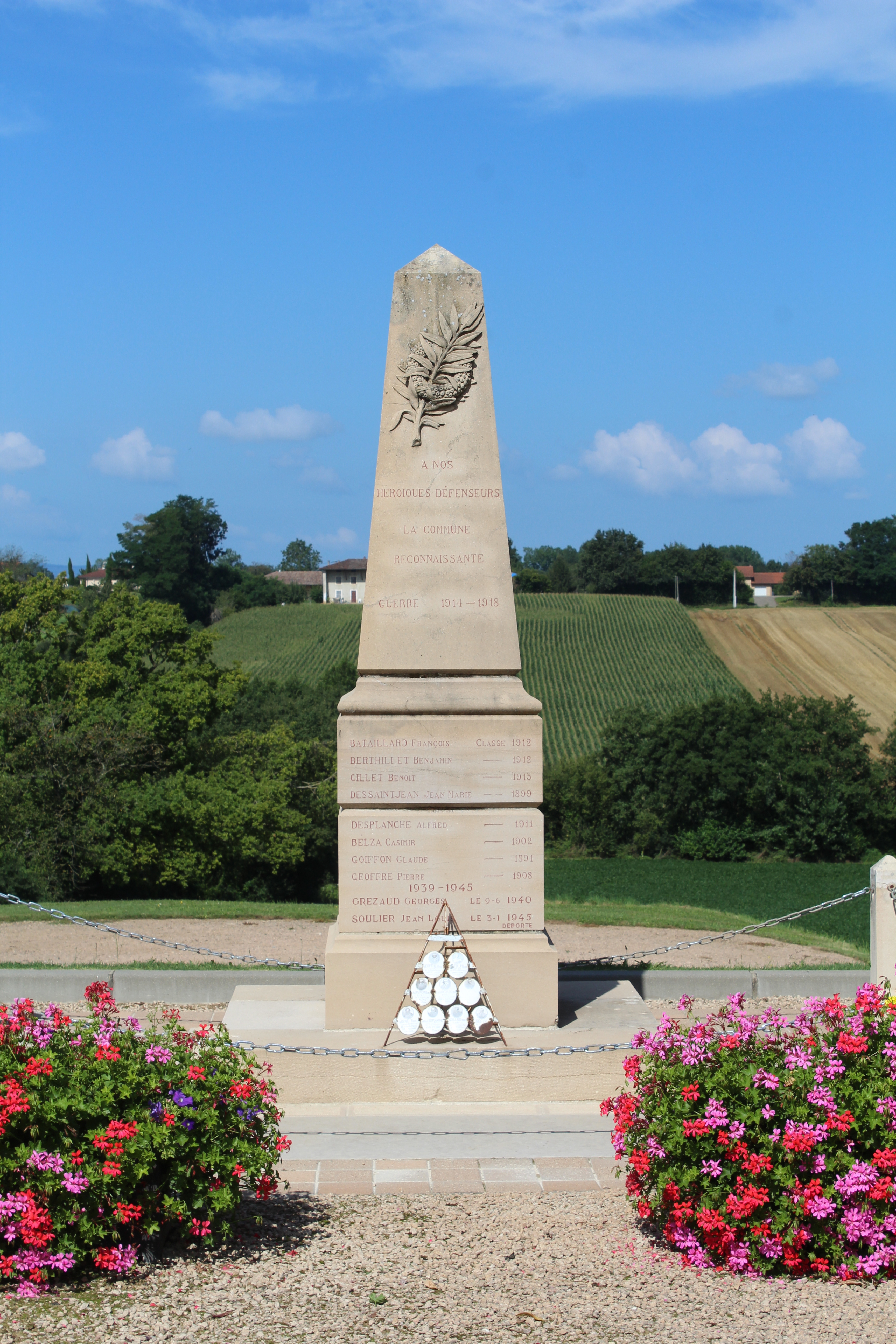
Monument aux morts.
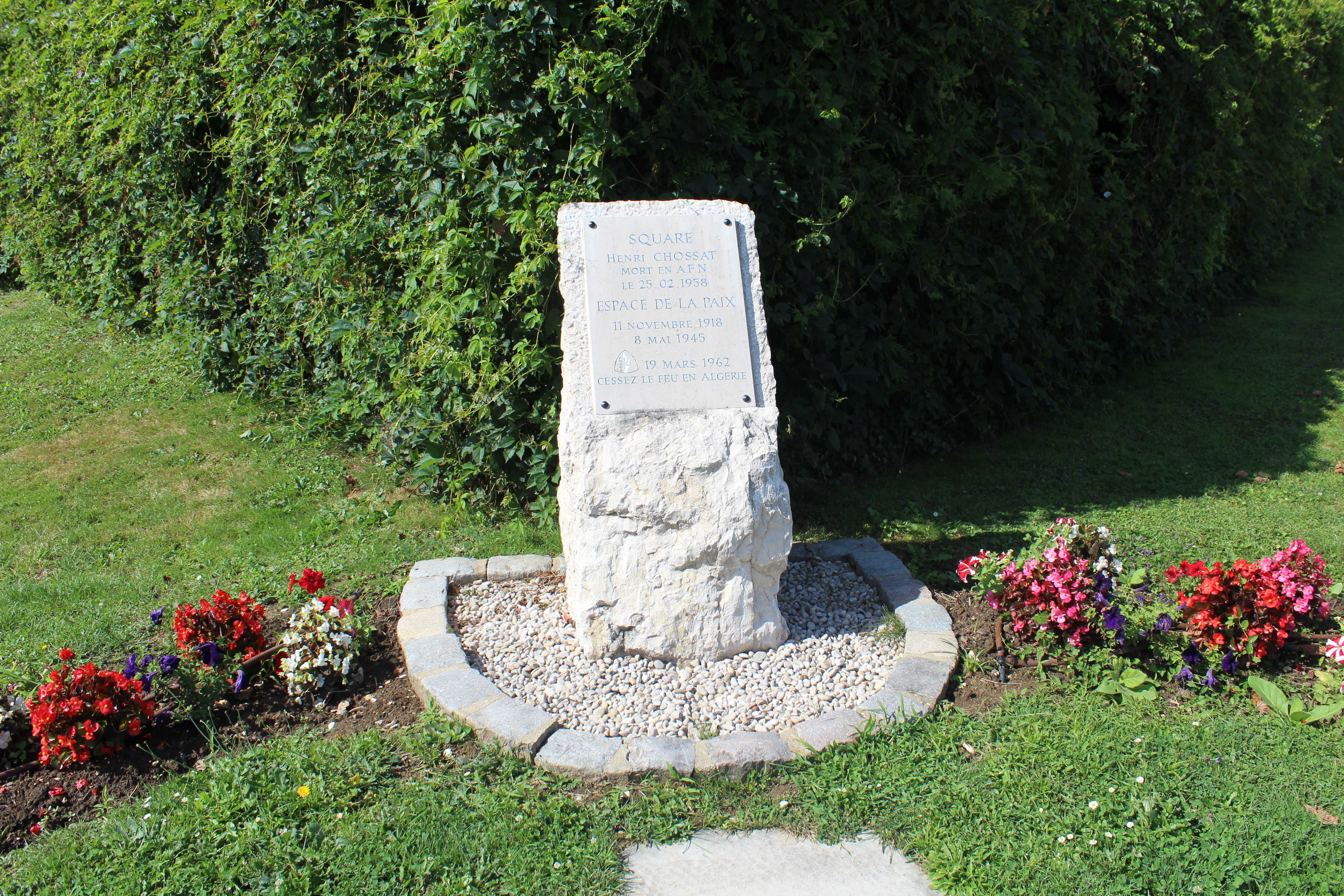
Stèle Henri Chossat.

### Espaces verts et fleurissement

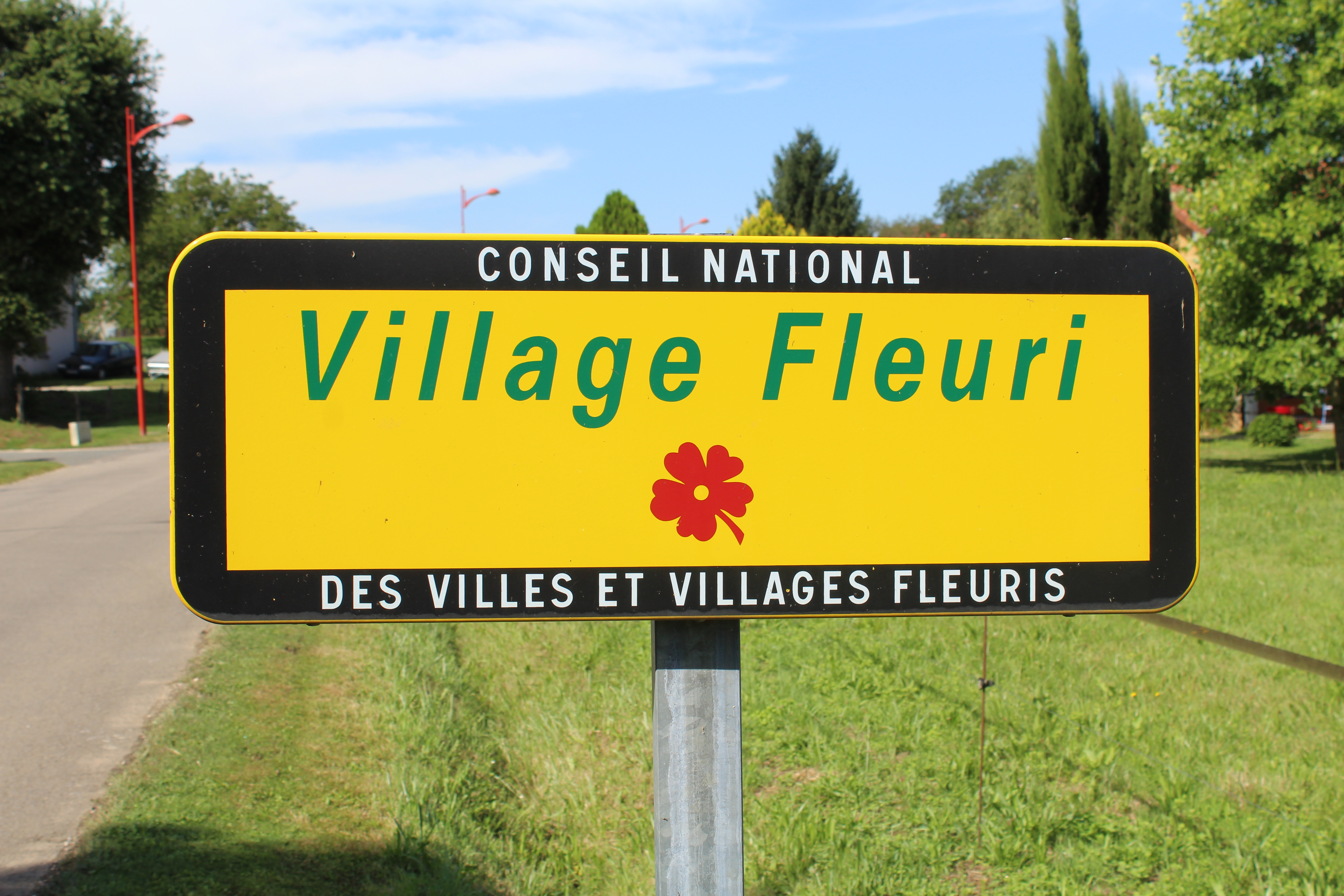
Panneau avec la fleur.

En 2014, la commune de Saint-Julien-sur-Veyle bénéficie du label « ville fleurie » avec « 1 fleur » attribuée par le Conseil national des villes et villages fleuris de France au concours des villes et villages fleuris.

### Gastronomie
Les spécialités culinaires sont celles de la région bressane, c'est-à-dire la volaille de Bresse, les gaudes, la galette bressane, les gaufres bressanes, la fondue bressane.
La commune se situe dans l'aire géographique de l'AOC Crème et beurre de Bresse et de l'AOC Volailles de Bresse.
Elle a aussi l'autorisation de produire le vin IGP Coteaux de l'Ain (sous les trois couleurs, rouge, blanc et rosé).